# Unternehmen Kreuzritter
Unter dem Decknamen Unternehmen Kreuzritter richtete die deutsche Kriegsmarine eine Wetterstation auf Spitzbergen ein, die von Oktober 1943 bis Juni 1944 unter der Leitung des Ornithologen und Arktisforschers Hans-Robert Knoespel betrieben wurde. Die Besatzung bestand aus zwölf Mann, die mit dem Wetterbeobachtungsschiff Karl J. Busch zum Liefdefjord im nordöstlichen Bereich der Inselgruppe gebracht und im darauffolgenden Sommer vom U-Boot U 703 wieder abgeholt wurden. Gegen Ende des Unternehmens kam Knoespel bei einem Unfall ums Leben. Er wurde in der Nähe der Station beigesetzt.

## Ausgangslage
Der deutsche Überfall auf Norwegen hatte auf das von Russen und Norwegern besiedelte Spitzbergen zunächst keine Auswirkungen. Durch die Bestimmungen des im Jahre 1920 vereinbarten Spitzbergenvertrages standen die hier erhobenen Wetterdaten, obwohl die Inselgruppe unter norwegischer Verwaltung stand, allen Nationen zur Verfügung.

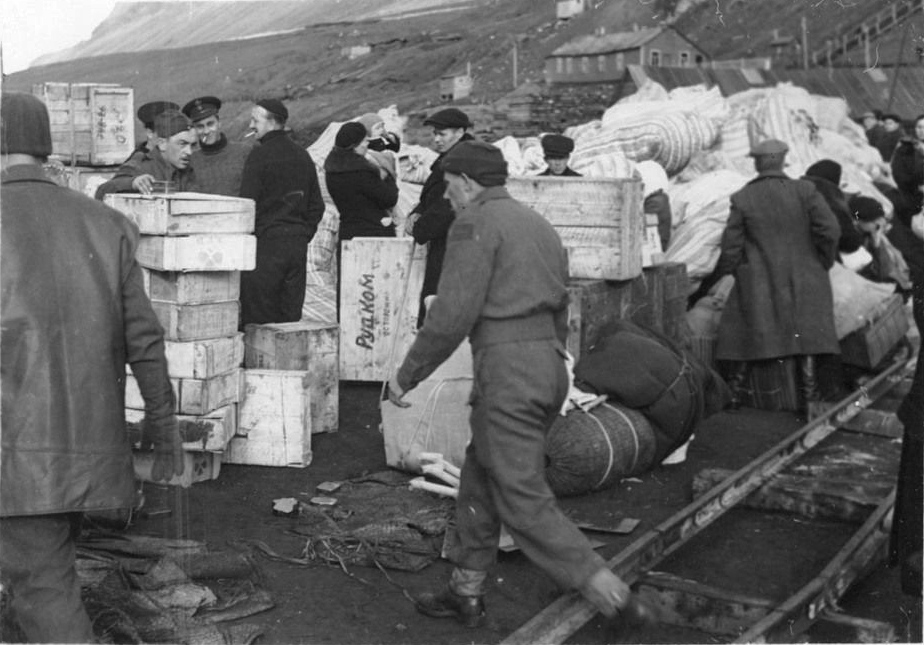
Britische und kanadische Truppen besetzen Spitzbergen in der „Operation Gauntlet“

 Seit Kriegsbeginn hatten dementsprechend die ansässigen norwegischen und sowjetischen Wetterbeobachter auch Wetterdaten an die deutsche Seite übermittelt, die ihrerseits Versorgungsflüge für die Meteorologen organisierte. Doch mit der Etablierung des Systems der Nordmeergeleitzüge nach dem Überfall auf die Sowjetunion rückten die Barentssee und somit auch die Inselgruppe stärker in den Blickpunkt der kriegführenden Nationen. Im Verlauf der Operation Gauntlet sicherte ein kanadisch-britisches Expeditionskorps unter norwegischer Führung im Spätsommer 1941 Spitzbergen, räumte die zivilen meteorologischen Anlagen und stellte die Insel unter Kriegsrecht. Im August 1941 wurden entsprechend 1955 sowjetische Staatsbürger von Spitzbergen nach Archangelsk und 765 Norweger nach Großbritannien evakuiert. Im September desselben Jahres begann die Kriegsmarine, die Inseln als Stützpunkt für Wetterstationen zu nutzen.
Die erste Station dieser Art wurde im Verlauf von Unternehmen Knospe errichtet. Die hier gewonnenen Erkenntnisse unterstützten nicht nur den Seekrieg gegen das alliierte Geleitzugsystem, sondern waren auch von weitreichender militärischer Bedeutung, denn aus der Beobachtung der Wettersituation im arktischen Raum lassen sich Rückschlüsse auf die meteorologischen Entwicklungen in Nord- und Mitteleuropa ableiten.

## Planungen

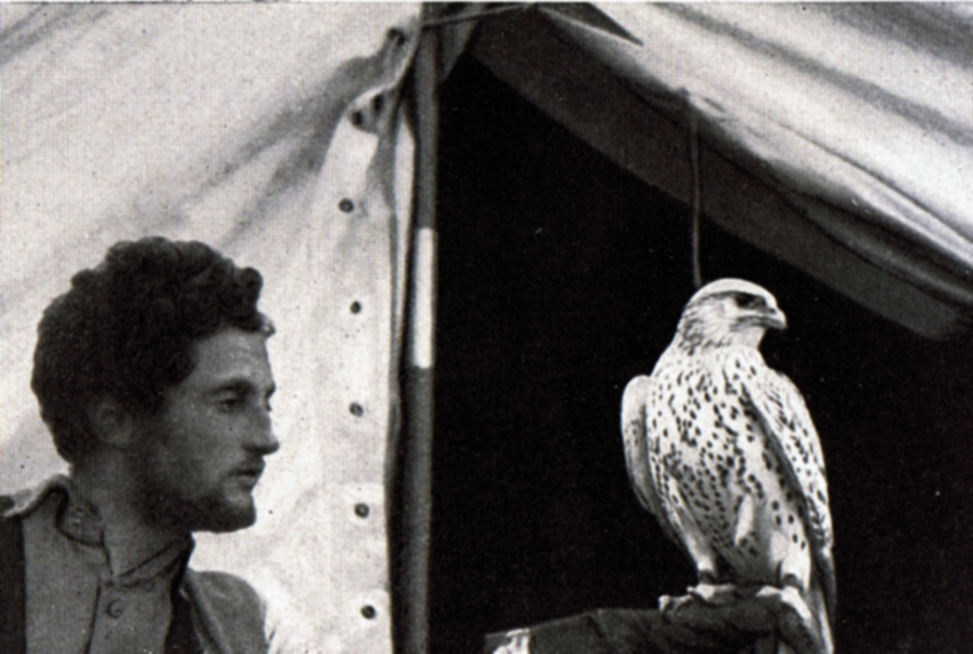
Knoespel mit Gerfalke, 1938

Hans-Robert Knoespel hatte bereits vor Kriegsausbruch mit der Herdemerten-Grönland-Expedition Arktiserfahrung gesammelt und darauf aufbauend im Sommer 1942 im Rahmen des Unternehmens Knospe einen Wettertrupp geleitet, der auf Spitzbergen eingesetzt worden war. Im Anschluss engagierte er sich beim Aufbau des Ausbildungszentrums für arktische Wetterforschung auf der Goldhöhe im Riesengebirge, in dem er später die Ausbildungsleitung übernahm. Zudem entwickelte Knoespel mit dem sogenannten Knoespel-Würfel ein modulares System zur Errichtung von Wetterstationen.
Für den Winter 1943/44 bemühte er sich um eine erneute Leitung eines Wettertrupps, der wieder auf Spitzbergen tätig werden sollte, aber diesmal aus zwölf statt wie bisher aus sechs Mann bestehen sollte. Diese Verdoppelung der Besatzung gegenüber vorherigen Unternehmungen schien angesichts der isolierten Lage der geplanten Station sinnvoll, zumal nach Möglichkeit Außenlager eingerichtet und zeitweise besetzt werden sollten. Ein weiterer Aspekt waren die psychisch fordernden Effekte des anvisierten Zeitraumes: der Polarnacht. Diese Erwägungen gingen auf Anregungen Knoespels zurück, die auf seinen eigenen Erfahrungen mit der Herdermerten-Expedition, dem Unternehmen Knospe im Vorjahr, sowie den bereits ausgewerteten Erfahrungen des Wettertrupps Nußbaum basierten. Dieser Wettertrupp war Mitte Juni von einer norwegischen Patrouille entdeckt worden, wobei ein Deutscher ums Leben kam, der bei einem Erkundungsgang zufällig auf die verborgenen Norweger getroffen war, die die Station beobachteten. In der Folge musste Unternehmen Nußbaum abgebrochen und der Wettertrupp evakuiert werden. Ein weiterer Aspekt entwuchs also militärischen Überlegungen, wonach sich eine stärker bemannte Station besser gegen Angriffe gegnerischer Truppen zur Wehr setzen könnte. Knoespel wählte die Besatzung der Station der geplanten Unternehmung aus den Lehrgangsteilnehmern der Goldhöhe und den Teilnehmern seiner vorangegangenen Unternehmung aus. Die Ausrüstung wurde bei der Marine-Ausrüstungsstelle in Warin zusammengestellt und vom Marineobservatorium Greifswald fachlich betreut.

### Benennung
Das Unternehmen erhielt den Decknamen Kreuzritter. Diese Benennung erfolgte aus Gründen der Geheimhaltung – bis dahin waren Wetterunternehmungen in Anlehnung an die jeweiligen Leiter benannt: Knospe nach Knoespel oder Nußbaum nach Nusser. Diese Serie wurde jedoch später variiert. Da es einerseits bereits eine Wetterunternehmung gegeben hatte, deren Bezeichnung sich von Knoespels Namen ableitete, und zudem geplant war, ihm nach Abschluss der kommenden Unternehmung das Ritterkreuz des Eisernen Kreuzes zu verleihen, wurde die Operation als Unternehmen Kreuzritter bezeichnet.

## Unternehmung
An Bord des Wetterbeobachtungsschiffes Karl J. Busch (WBS 3) brach der Wettertrupp am 19. September 1943 von Kiel aus in Richtung Norden auf. Das Schiff erreichte Narvik am 26. September. Dort wurde die Ausrüstung ergänzt, unter anderem um Rentierfell-Schlafsäcke. Am 29. September fuhr die Karl J. Busch weiter nach Tromsö und dann nach Hammerfest, wo bereits des Geleit-U-Boot U 355 unter dem Kommando von Korvettenkapitän Günter La Baume wartete, das im Sommer die Fjorde Spitzbergens erkundet hatte. Knoespel wechselte mit sechs Mann auf das U-Boot über und beide Schiffe verließen Hammerfest nach nochmaliger Materialergänzung am 2. Oktober 1943. Bei zunehmend starkem Seegang wurde zwei Tage später die Bäreninsel passiert.

### Erkundung der Umgebung

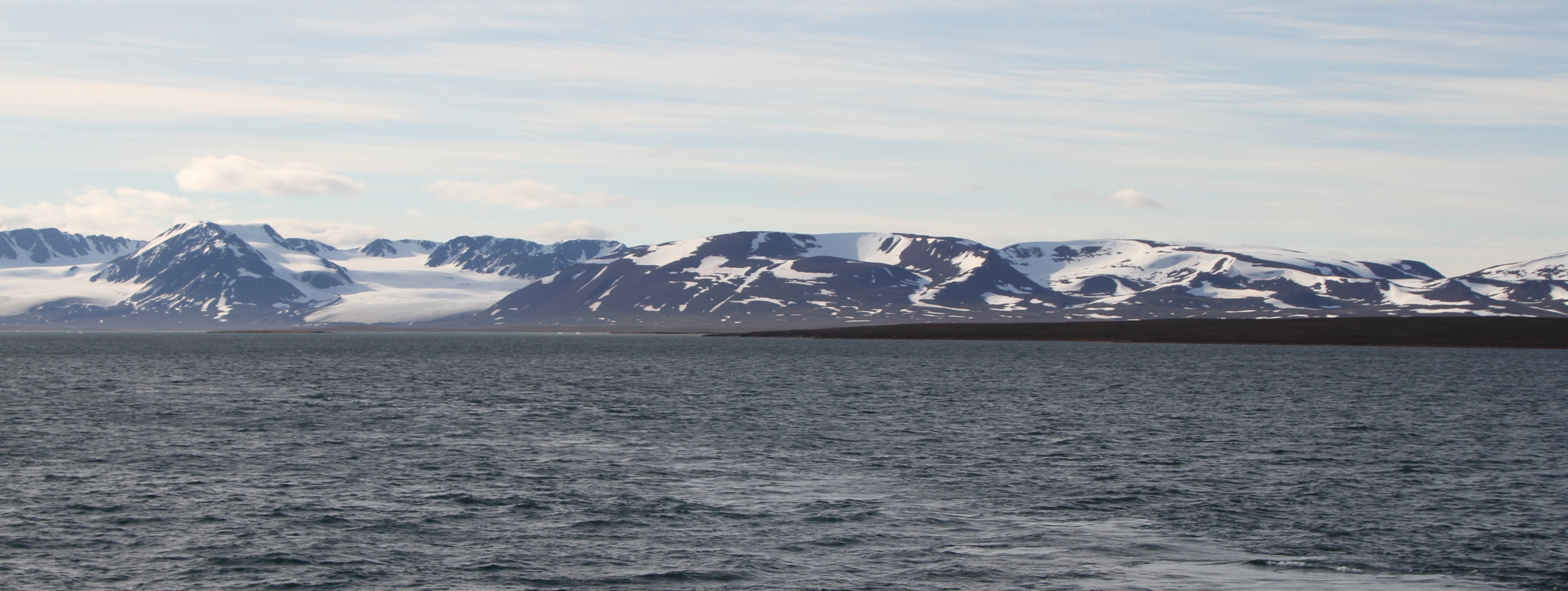
Westküste des Liefdefjordes

Der kleine Verband erreichte Spitzbergen am 6. Oktober. Während das Wetterbeobachtungsschiff unmittelbar das Zielgebiet ansteuerte, versuchte Kommandant La Baume erfolglos sich mit U 355 der Nordspitze von Andrée-Land zu nähern, wo sich bei Gråhuken eine kleine Hütte befand, die Knoespel untersuchen wollte. In dieser Hütte hatten vor dem Krieg die Malerin und Autorin Christiane Ritter und ihr Mann Hermann Ritter als Pelztierjäger überwintert. Da es in Anbetracht des heftigen Windes nicht möglich schien, in einem Schlauchboot überzusetzen, wurde jedoch auf die Inspektion der verlassen wirkenden Hütte verzichtet.
Am 7. Oktober trafen beide Schiffe wieder zusammen. Im Liefdefjord lief das tief liegende Wetterbeobachtungsschiff nahe der Sørdals-Bucht 400 Meter vom Ufer entfernt auf Grund und musste entladen werden, um wieder freizukommen. Knoespel, der ursprünglich das Ende des Fjords als Standort vorgesehen hatte, bestimmte nun als endgültigen Standort der zu errichtenden Station das Ostufer der Sørdals-Bucht am Nordwestufer des Liefdefjords. Während der Wettertrupp und die Besatzung der inzwischen von starkem Wassereinbruch betroffenen Karl J. Busch das Material an Land brachten, erkundeten Knoespel und Kommandant La Baume mit U 355 die umliegenden Fjorde und setzten vier Männer an Land ab, die zwei Außenlager errichten und sich dann in zwei Gruppen zur Station durchschlagen sollten.

### Einrichten der Station
Als Knoespel mit dem U-Boot am 12. Oktober wieder in der Sørdals-Bucht eintraf, war noch immer nicht alles Material entladen, denn der Motor des Beibootes der Karl J. Busch war defekt und die Transporte mussten per Schlauch- und Ruderboot erfolgen. Erst am 17. Oktober war alles Material an Land geschafft, woraufhin der Aufbau der Station nach dem modularen Prinzip des von Knoespel entwickelten Würfel-Systems begann. Insgesamt bestand die Station aus sechs solcher Knoespel-Würfel, von denen jeder eine Kantenlänge von drei Metern hatte. Die Planen der Würfel erwiesen sich rasch als zu dünn für das arktische Klima und die Fenster, die aus Plastik bestanden, wellten sich und ließen zusätzliche Kälte herein. Zudem war vergessen worden, dicke Bohlen als Basis einzuplanen, so dass die modulare Station auf zufällig herumliegendem Treibholz errichtet werden musste. Als der Aufbau am 20. Oktober schließlich abgeschlossen war, kehrten auch die vier Truppmitglieder zurück, die die beiden Außenlager errichtet hatten. Am selben Tag verließen U 355 und das Wetterbeobachtungsschiff den Liefdefjord und die Besatzung von Kreuzritter war auf sich allein gestellt.

### Betrieb der Station
Südlich der Station wurden zwei Funkmasten von je neun Metern Höhe errichtet, zwischen denen eine T-Antenne eingespannt war. Die Funkübertragung sollte erst einsetzen, wenn die Insel vom Eis umschlossen war, aber die Besatzung begann bereits ab dem 1. November mit dem regulären meteorologischen Dienst. Am 9. und 10. sowie am 29. November wurden zudem versuchsweise Radiosonden gestartet. Anfang Dezember begann dann die Datenübertragung, wobei die ersten Höhendaten in 16 Kilometern Höhe erfasst wurden.

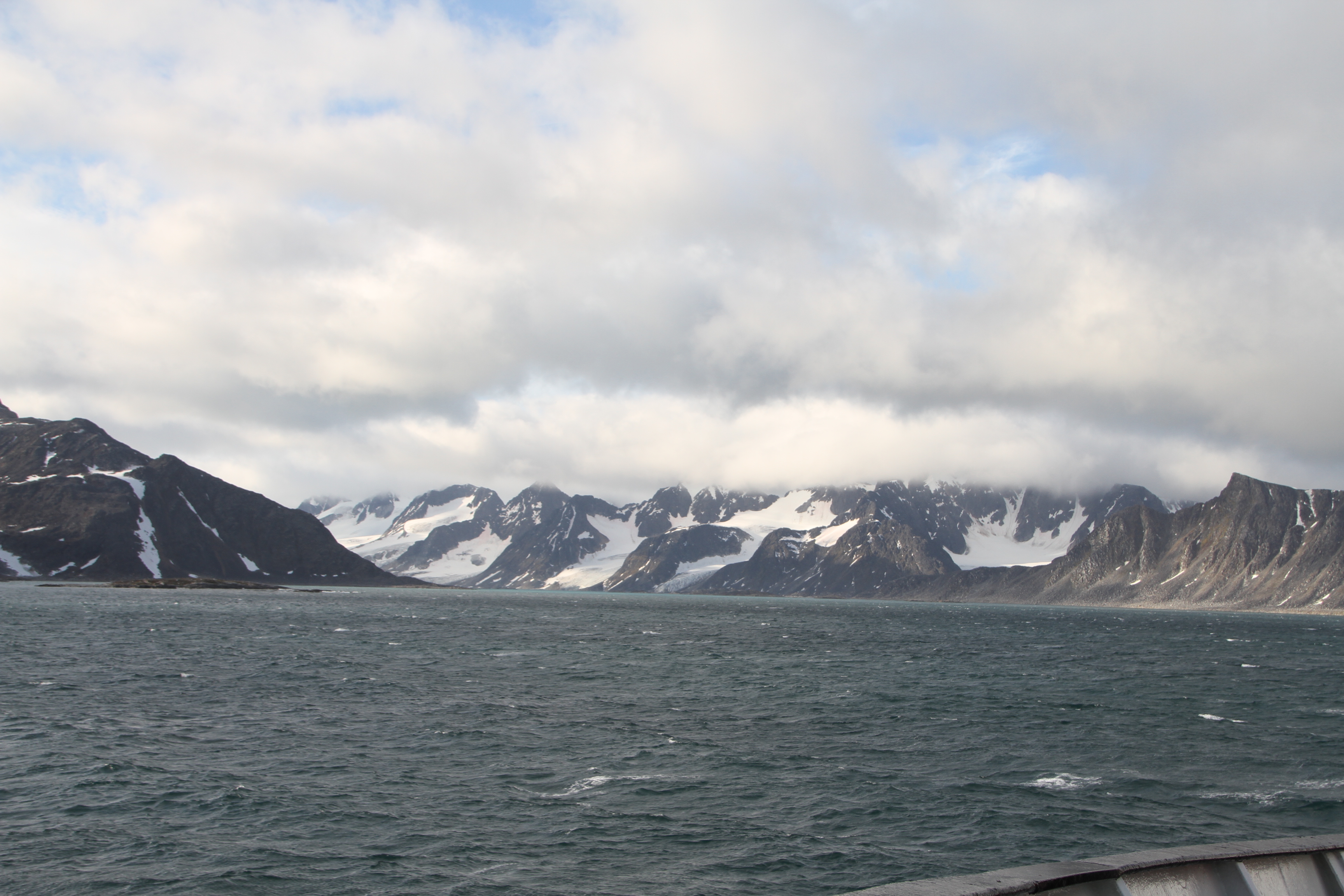
Eingang zum Raufdfjord

Ein Großteil der Versorgungsgüter der Station wurde zu sogenannten Außenlagern verbracht, die bereits im Verlauf des Aufbaus angelegt und inzwischen immer weiter ausgebaut worden waren. Sie waren zur Tarnung nur mit Buchstaben bezeichnet und wurden ebenfalls zur Datenerfassung genutzt. Hierbei beließ es die Besatzung nicht nur bei der Erfassung meteorologischer und ozeanographischer Phänomene – auch Pflanzen- und Tierwelt wurden beobachtet und beschrieben und es wurden entsprechende Proben eingesammelt. Bei Gelegenheit wurden Proviant und Material von der Station zunächst zu einem Zwischenlager namens Eislager gebracht und dann weiter zu den Außenlagern transportiert, die zu weit entfernt lagen, um die Reise in einem Marsch zu bewältigen. Eines der Außenlager lag nordwestlich von der Station am Raudfjord (Red-Bay) und das andere auf der weiter östlich gelegenen Rentierhalbinsel (Reinsdyrflya). Die Frequenz der Besuche dieser Außenlager und somit der Vorratstransporte nahm zu Beginn des Jahres 1944 zu.
Aufgrund der Erfahrungen mit seinen vorangegangenen drei Arktis-Unternehmungen hatte Knoespel für die Mitglieder der Stationsbesatzung umfangreiche Arbeitspläne erstellt, die weit mehr als die meteorologischen Aufgaben umfassten. Darüber hinaus hielt er die Besatzung zu gesellschaftlichen Aktivitäten und Diskussionsabenden an.
Vom 1. Dezember 1943 bis zum 26. Juni 1944 setzte Kreuzritter 608 Bodenwetter-Meldungen (Obse) und 201 Höhenwettermeldungen (Temps) ab. Gegen Ende des Einsatzes kam Hans-Robert Knoespel beim Versuch, die Sprengfallen in einer verminten Jagdhütte an der Sørdals-Bucht unschädlich zu machen, ums Leben.

## Abholung
Zur Abholung des Wettertrupps lief U 737 unter dem Kommando von Paul Brasack am 24. Juni von Hammerfest aus. Für Brasack war es der siebte Einsatz mit diesem Boot in arktischen Gewässern. U 737 erreichte den Liefdefjord am 30. Juni.

### Knoespels Tod
Am Vormittag desselben Tages war Knoespel mit seinem Hund aufgebrochen, um von den Deutschen ausgelegte Minen in der Jagdhütte am gegenüberliegenden Ufer der Sørdals-Bucht zu entschärfen. Er befürchtete, die U-Bootbesatzung könnte infolge der schlechten Wetterlage am falschen Ort anlanden und versehentlich die Hütte betreten. Mit Ferngläsern konnten die Mitglieder des Wettertrupps die Aktion von der anderen Seite der Bucht aus verfolgen. Sie sahen, wie Knoespel die Hütte betrat – wahrscheinlich um Sprengsätze anzubringen – und dann mit seinem Hund in einiger Entfernung in Deckung ging. Nachdem sich eine Weile nichts getan hatte, stand Knoespel wieder auf und ging auf die Hütte zu. In dem Augenblick explodierte das Gebäude und Knoespel blieb regungslos liegen, während der Hund bellend um ihn herum sprang. Die mit einem Schlitten herbeigeeilten Stationsmitglieder fanden ihn schwer verletzt und nicht ansprechbar vor. Etwa drei Stunden nach dem Unfall starb Knoespel, ohne das Bewusstsein wiedererlangt zu haben. Der Leichnam wurde mit Hilfe der U-Bootbesatzung auf einem kleinen Hügel in der Nähe der Station beigesetzt. Auf dem Grab wurde ein Kreuz errichtet.

### Abreise

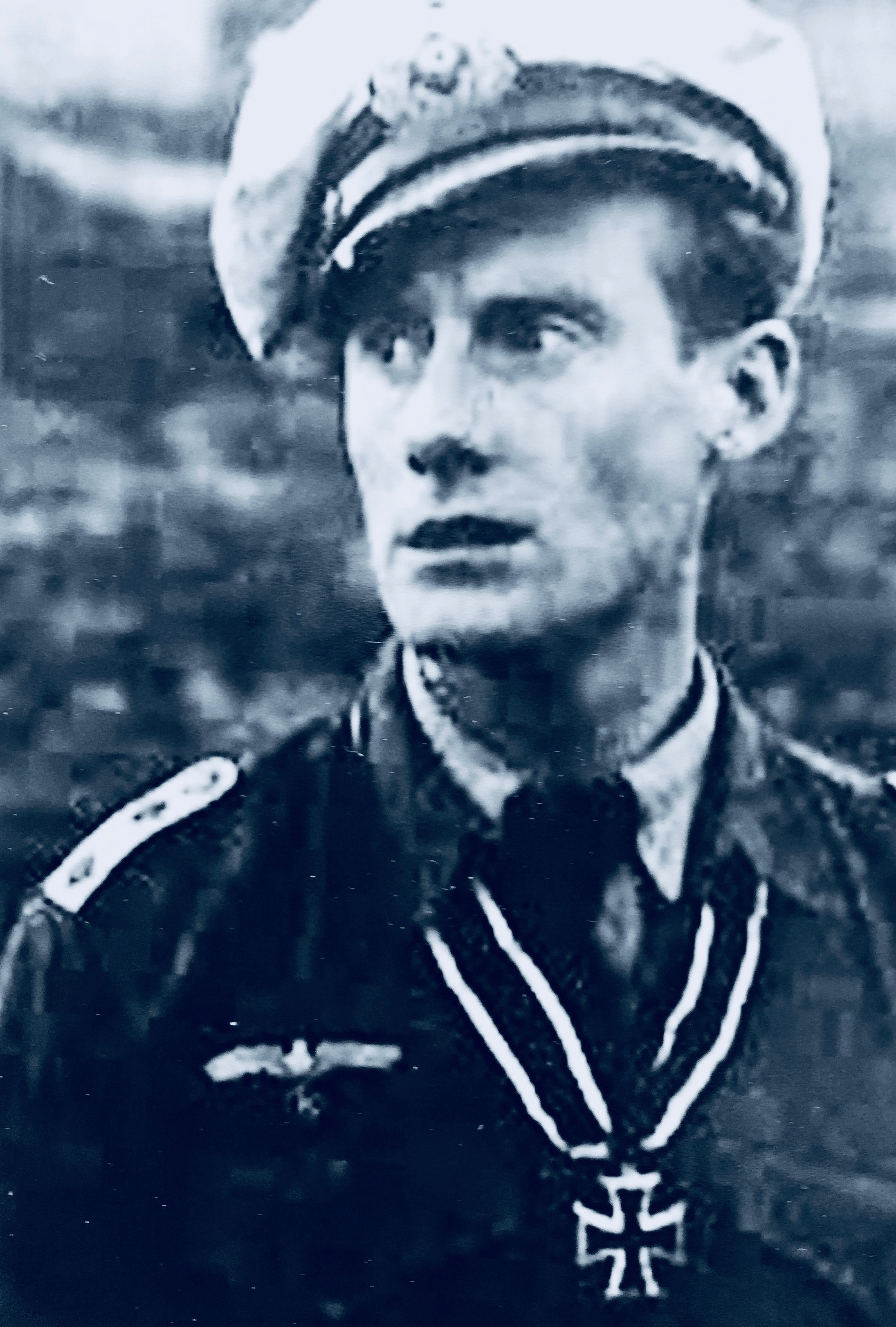
Paul Brasack, Kommandant von U 737

An Vorräten und Betriebsstoffen war zum Zeitpunkt der Abholung noch etwa 30 % des ursprünglichen Bestandes vorhanden. Die Mitglieder des Wettertrupps hatten den Großteil in den Außenlagern und der Station selbst verstaut, da geplant war, den Betrieb im Rahmen eines Folgeunternehmens wieder aufzunehmen. Einen kleinen Teil hielten sie als Proviantergänzung für das erwartete U 737 bereit. Das U-Boot hatte seinerseits ein Wetterfunkgerät Land (WFL) an Bord, das meteorologische Daten erfassen und automatisch funken konnte. Unter Anleitung des Wetterdienstmitarbeiters Regierungsrat Edwin Stoebe installierte die U-Bootbesatzung das WFL in der Nähe der Station. Stoebe hatte diese Geräte als Ingenieur bei Siemens mitentwickelt. Da die WFL Tarnnamen erhielten, die sich an den Namen der an der Aufstellung beteiligten Wetterdienstmitarbeitern orientierten, trug dieses Gerät die Bezeichnung „Edwin III“.
Als U 737 eintraf, waren nur sieben Mann bei der Station, drei weitere hielten sich im Außenlager beim südlichen Raudfjord am Klinckowströmfjord auf und einer befand sich in der Zwischenstation Eislager. Nachdem Kommandant Brasack die Anwesenden und ihr Gepäck an Bord genommen hatte, verließ das Boot am 1. Juli gegen 15:00 Uhr die Sørdals-Bucht. Am selben Tag erreichte U 737 den Raudfjord, wo es auf eine Klippe lief, die in den Seekarten nicht verzeichnet war. Erst nach zwei Stunden gelang es der Besatzung, das Boot wieder freizubekommen. Am Nachmittag des 2. Juli konnten die vier restlichen Mitglieder des Wettertrupps – der Mann vom Eislager hatte sich inzwischen auf den Weg zum Außenlager gemacht – an Bord genommen werden.
Auf Kommandant Brasack machten die Männer einen guten Eindruck, auch wenn ihre Stimmung durch Knoespels Tod, der offensichtlich sehr geschätzt worden war, trübe erschien. Das Boot fuhr nicht unmittelbar zur norwegischen Küste zurück, sondern lief zunächst die Nordküste der Bäreninsel an, wo bei dem dort aufgestellten WFL 34 („Hermann“) eine Unregelmäßigkeit aufgetreten war, die Stoebe mit Unterstützung eines kleinen Landekommandos in der Nacht vom 5. auf den 6. Juli behob. Einen Tag später erreichte das Boot Hammerfest und fuhr dann an der norwegischen Küste hinab bis zum Marinestützpunkt Tromsø, wo der Wettertrupp von Bord ging.

## Überreste

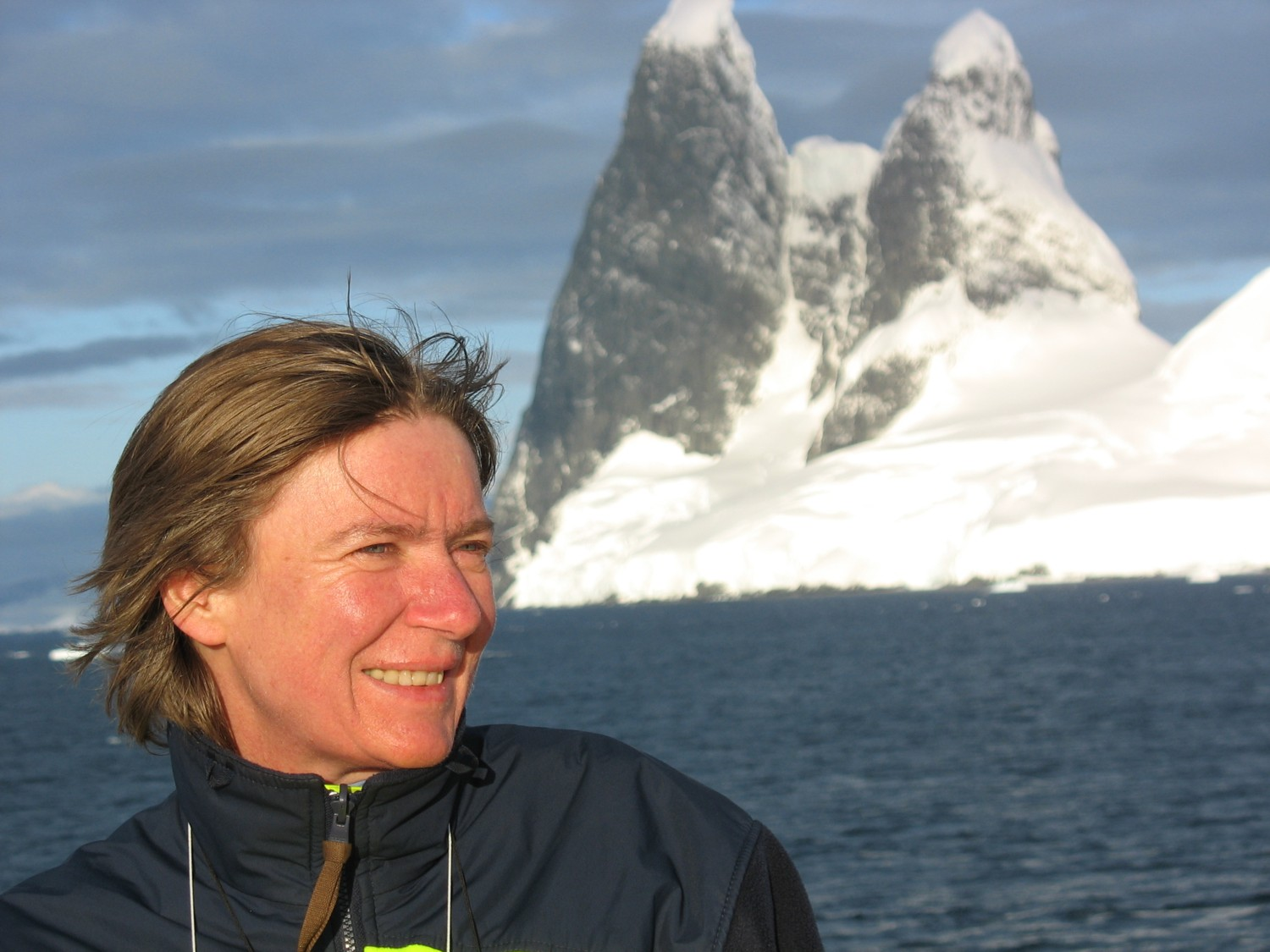
Cornelia Lüdecke

Zunächst war vorgesehen, die Stationsgebäude für einen weiteren Einsatz beizubehalten, daher wurden sie intakt gelassen. Außerdem verblieb ein Anteil der Ausrüstung sowie umfangreicher Proviant in der verlassenen Station. Im September 1944 transportierte die Karl J. Busch im Geleit von U 307 einen Wettertrupp im Rahmen des Unternehmen Haudegen nach Nord-Ostspitzbergen. Da die Rückreise über den herbstlich-stürmischen Nordatlantik für das entladene Wetterschiff durch den höheren Schwerpunkt ein großes Risiko barg, beschloss der Kommandant des U-Boots, Oberleutnant zur See Friedrich-Georg Herrle, die Sørdal-Bucht anzulaufen und die Karl J. Busch mit dem zurückgelassenen Material von Kreuzritter als Ballast zu beladen. Die Schiffe erreichten die Station am 27. August 1944 und die Besatzungen bargen die zurückgelassene Ausrüstung und den Proviant. Als Vorsichtsmaßnahme gegen eine Einnahme durch gegnerische Streitkräfte entschied Herrle, die Gebäude anschließend niederzubrennen.
Bis heute ist die Lage der ehemaligen Wetterstation anhand einiger Überreste zu lokalisieren. Die Wissenschaftshistorikerin Cornelia Lüdecke besuchte Spitzbergen im Jahr 2000 und suchte die Positionen der dort in der ersten Hälfte des 20. Jahrhunderts eingerichteten Wetterstationen verschiedener Nationen auf. Die Besuche sind mit zahlreichen Fotos dokumentiert. Bei einer Begehung des Geländes östlich der Sørdalsbucht fand Lüdecke am ehemaligen Standort von Unternehmen Kreuzritter einige Behälter vor, mit denen im Winter 1943/44 und im darauffolgenden Sommer von Flugzeugen Proviant für den Wettertrupp abgeworfen worden war. Neben weiterem Metallschrott und Holztrümmern fand Lüdecke korrodierte Batterien, einen zerstörten Barographen und einige Dosen mit Sardinen.